# Сабатье, Поль (писатель)
Поль Сабатье (фр. Paul Sabatier; 3 августа 1858, Сен-Мишель-де-Шабрийану — 4 марта 1928) — французский писатель-историк, номинант Нобелевской премии по литературе 1901—1903 и 1924—1925 годов. За эти пять лет был пять раз номинирован членом Шведской академии Карлом Билдтом с мотивацией «за биографию святого Франциска Ассизского» («фр. Vie de S. François d'Assise»)
.

## Биография
Родился 3 августа 1858 года во французской коммуне Сен-Мишель-де-Шабрийану, получил образование на факультете теологии в Париже. В 1885 году он становится викарием в церкви Святого Николая в Страсбурге. Однако, в 1889 году он отказался от повышения, что было условием его становления германским подданным, и был исключен.
В течение четырёх лет он был пастором в церкви St. Cierge в Севеннах, а затем полностью посвятил себя историческим исследованиям. Он подготовил издание Дидахе, а в ноябре 1893 года опубликовал биографию Франциска Ассизского. Эта книга дала большой стимул к изучению средневековых литературных и религиозных документов, особенно тех, которые связаны с историей ордена францисканцев.
Биография Святого Франциска Ассизского, написанная Полем Сабатье, попала в список запрещенных книг католической церкви из-за ненадежного пересказа истории жизни святого.
В 1919 году Сабатье стал профессором протестантской теологии в Страсбурге.

## Творчество
- La Didachè, texte grec, avec un comm. Paris (1885)
- Codex colbertinus parisiensis. Qvatuor Evangelia ante Hieronymum latine translata post editionem Petri Sabatier cum ipso codice collatam (1888)
- Life of St. Francis of Assisi
- Modernism The Jowett Lectures (1908)